# A właśnie, że tak!
A właśnie, że tak (ang. Because I Said So) – amerykańska komedia romantyczna z 2007 roku.

## Fabuła
Daphne Wilder to matka trzech dorosłych córek. Dwie z nich, rozsądna Maggie i piękna Mae wyszły już za mąż, jednak najmłodsza Milly wciąż jest samotna.

## Obsada
- Diane Keaton – Daphne
- Mandy Moore – Milly
- Gabriel Macht – Johnny
- Tom Everett Scott – Jason
- Lauren Graham – Maggie
- Piper Perabo – Mae
- Stephen Collins – Joe
- Ty Panitz – Lionel
- Matt Champagne – Eli
- Colin Ferguson – Derek
- Tony Hale – Stuart
- Parvesh Cheena – Cudzoziemiec
- Neil Hopkins – Rafferty
- P.J. Byrne – Fotograf
- Mia Crowe – Sung Mi (masażystka)